# Ортенберг Давид Йосипович
Давид Йосипович Ортенберг (1904—1998) —  радянський письменник, редактор, журналіст і генерал-майор (з 20 грудня 1942).

## Біографія
Народився 16 (29 листопада) 1904 рік а в Чуднов е (нині Житомирська область, Україна). Закінчив 7 класів. Учасник  Громадянської війни з 1920 по 1921 рр. Член ВЛКСМ з 1920 і РКП (б) з 1921 року.
Після громадянської війни направлений в Ізюмський округ на комсомольську роботу інструктором окружкому ЛКСМУ. Він організовував осередки в низці сіл, мобілізовував бідноту на боротьбу з кулаками. Керував першою в Україні пересувною школою політграмоти, викладав «Азбуку комунізму». Вперше долучився до журналістики, написавши замітку в газету «Червона зоря», де був першим редактором, а також головою першого бюро робсількорів. Будучи робсількором, він посилав замітки і кореспонденції в республіканські газети, друкувався в «Правді». В 1925 рік у став редактором Ізюмської окружної газети «Зоря». З грудня 1930 по 1931 працював відповідальним редактором Алчевської районної газети «Більшовіцькій шлях»
На початку 1930-х років працював в Дніпродзержинську редактором міської газети «Дзержинець», познайомився з Л. І. Брежнєвим.
У другій половині 1930-х був власним кореспондентом газети «Правда» по Україні, а з 1938 був заступником відповідального редактора газети «Красная звезда».
У РККА з 1938 року по мобілізації ЦК ВКП (б). Брав участь в конфлікті на  Халхін-Голі в 1939, в  радянсько-фінській війні з 1939 по 1940 рік.
З липня 1941 по вересень 1943 року — головний редактор газети  «Червона зірка» під псевдонімом «Відмова». На цій посаді брав активну участь у створенні публікації про 28 панфілівців, офіційна версія подвигу яких була вивчена Головною військовою прокуратуроб СРСР і визнана художнім вимислом.
З матеріалів допиту кореспондента Коротєєва (проясняють походження числа 28):

Після приїзду в Москву я доповів редактору газети «Красная звезда» Ортенберг обстановку, розповів про бій роти з танками противника. Ортенберг мене запитав, скільки ж людей було в роті. Я йому відповів, що склад роти, мабуть, був неповний, приблизно чоловік 30-40; я сказав також, що з цих людей двоє виявилися зрадниками … Я не знав, що готувалася передова на цю тему, але Ортенберг мене ще раз викликав і питав, скільки людей було в роті. Я йому відповів, що приблизно 30 осіб. Таким чином, і з'явилося кількість боролися 28 чоловік, так як з 30 двоє виявилися зрадниками. Ортенберг говорив, що про двох зрадників писати не можна, і, мабуть, порадившись з кимось, вирішив у передовій написати тільки про одне зрадника.

Висновок розслідування прокуратури:

Таким чином, матеріалами розслідування встановлено, що подвиг 28 гвардійців-панфіловців, освітлений у пресі, є вимислом кореспондента Коротєєва, редактора «Червоної зірки» Ортенберга і особливо літературного секретаря газети Кривицького.

З 1944 року — начальник політвідділу  38-ї армії.
У 1946—1950 роках — начальник Політуправління Московського округу ППО. Звільнений у відставку 29 липня 1950 року.
У 1948 році закінчив ВПШ при ЦК КПРС. Член СП СРСР з 1978 року. Автор ряду книг про війну.
Д. І. Ортенберг помер 26 вересня 1998 року. Похований в  Москві на Кунцевському кладовищі.

## Нагороди
- Два  ордена Червоного Прапора[6]
- Орден Богдана Хмельницького II ступеня[7]
- Три  ордена Вітчизняної війни I ступеня[8][9] [10]
- Орден Червоної Зірки (1940)
- Орден «Знак Пошани»,
- Військовий хрест (Чехословаччина),
- Орден Полярної Зірки (Монголія)
- Медаль «За оборону Сталінграда»
- Медаль «За оборону Москви»[11]
- Медаль «За перемогу над Німеччиною у 1941—1945 рр.»

## Твори

### Проза
- Полум'яні межі: Повість. — М., 1973.
- Час не владний. — М., 1975.
- Це залишиться назавжди. — М., 1981.
- Фронтові поїздки. — М., 1983.
- червень-грудень сорок першого [Архівовано 8 травня 2021 у Wayback Machine.]. — М., 1984.
- Маршал  Москаленко. — К., 1984. — (Люди і подвиги)
- Рік 1942. Розповідь-хроніка. — М., 1988. — ISBN 5-250-00051-7 (читати тут)
- Сорок третій: Розповідь-хроніка. — М., 1991. — ISBN 5-250-01172-1 (читати тут)
- Сталін,  Щербаков,  Мехліс та інші. — М., 1995. — 206, [2] с. — ISBN 5-85024-012-8.